# Salammbô (film, 1925)
Pour les articles homonymes, voir Salammbô (homonymie).
Pour plus de détails, voir Fiche technique et Distribution.
Salammbô est un film franco-autrichien réalisé par Pierre Marodon et sorti en 1925.

## Fiche technique
- Titre : Salammbô
- Réalisation : Pierre Marodon
- Scénario  : d'après Gustave Flaubert
- Cinématographie : Léonce-Henri Burel
- Musique : Florent Schmitt
- Société de production :  Gaumont-Franco Film-Aubert (G.F.F.A), Sascha-Film
- Société de distribution :
- Pays de production :  France /  Autriche
- Format : noir et blanc — film muet
- Genre : Péplum
- Date de sortie : 1925

## Distribution
- Jeanne de Balzac : Salammbô
- Rolla Norman : Matho
- Victor Vina : Hamilcar Barca
- Raphaël Liévin : Havas
- Henri Baudin : Spendius
- Adolf Weisse : Scharabahim